# James Cromwell
James Oliver Cromwell (ur. 27 stycznia 1940 w Los Angeles) – amerykański aktor filmowy, teatralny i telewizyjny.

## Życiorys
Syn reżysera Johna Cromwella i aktorki Kay Johnson. W 1958 roku ukończył The Hill School w Pennsylwanni, a następnie kształcił się w Middlebury College i Carnegie Mellon University w Pittsburghu, gdzie w 1964 roku uzyskał tytuł Bachelor of Fine Arts (BFA). Wykształcenie aktorskie odebrał w Herbert Berghof Studio w Greenwich Village w Nowym Jorku.
Był nominowany do Oscara jako najlepszy aktor w roli drugoplanowej (w 1995 r. za rolę w Babe – świnka z klasą), ale nie uzyskał statuetki. Inną głośną rolą było odtworzenie dyrektora Hala Mooresa w Zielonej mili (ang. The Green Mile) (1999).
Czterokrotnie grał amerykańskich prezydentów: byłego D. Wire Newmana w epizodzie Prezydenckiego pokera (ang. The West Wing) oraz prezydenta Fowlera w Sumie wszystkich strachów (ang. The Sum of All Fears) (2002), a także autentycznych Lyndona B. Johnsona w filmie RFK (2002) oraz George H.W. Busha w filmie W. (2008). Zagrał również drugiego męża Ruth Fisher (Frances Conroy), George’a Sibleya w serialu telewizyjnym Sześć stóp pod ziemią (ang. Six Feet Under), a także ojca Jacka Bauera – głównego bohatera serialu 24 godziny (seria szósta). W 2016 zagrał w serialu Młody papież postać kardynała Michaela Spencera, byłego arcybiskupa Nowego Jorku.
Jest weganinem.

## Filmografia (wybór)
- Zabity na śmierć (1976)
- Człowiek z dwoma mózgami (1983)
- Zemsta frajerów (1984)
- Zemsta frajerów w raju (1987)
- Różowy cadillac (1989)
- Star Trek: Następne pokolenie (1990)
- Zemsta frajerów - następne pokolenie (1992)
- Babe – świnka z klasą (1995)
- Skandalista Larry Flynt (1996)
- Star Trek: Pierwszy kontakt (1996)
- Tajemnice Los Angeles (1997)
- Babe: Świnka w mieście (1998)
- Zielona mila (1999)
- Kosmiczni kowboje (2000)
- Suma wszystkich strachów (2002)
- Sześć stóp pod ziemią (2003–2005)
- Ja, robot (2004)
- Jan Paweł II (2005)
- Królowa (2006)
- W. (2008)
- Surogaci (2009)
- Artysta (2011)
- American Horror Story: Asylum (2012)
- Z premedytacją (2014–2016)
- Młody papież (2016)
- Jurassic World: Upadłe królestwo (2018)
- Odpowiednik (2018–2019)
- Sukcesja (2021–2023)
- Sugar (od 2024)